# 扬·梅纳
扬·梅纳（Jan Männer，1982年10月27日—2022年9月26日）是一位德国足球运动员，场上位置为中场。2002年获得高中毕业文凭。2007－08赛季转会至帕德博恩队。
自2003年起为卡尔斯鲁厄队效力。此前曾为弗赖堡队效力。参加过8场德甲，114场德乙的比赛。
2022年去世，40岁。